# Полосы Свана

Спектр голубого пламени горящего бутана с полосами возбуждённых молекулярных радикалов и полосами Свана

Полосы Свана — спектральные полосы молекул C2, характерные для спектров углеродных звёзд, комет и пламен углеводородных топлив. Названы по имени шотландского физика Уильяма Свана, который впервые изучил спектры радикала углерода  C2 в 1856 году.
Полосы Свана состоят из нескольких последовательностей полос, разбросанных по всей видимой области спектра.